# Argostemma longistimula
Argostemma longistimula är en måreväxtart som beskrevs av Henry Nicholas Ridley. Argostemma longistimula ingår i släktet Argostemma och familjen måreväxter. Inga underarter finns listade i Catalogue of Life.